# Honda Integra Type R
Der Honda Integra Type R ist ein 2+2-sitziges Coupé mit Frontantrieb von Honda, das häufig als Gruppe-N-Rennwagen mit Straßenzulassung beschrieben wird.

## Geschichte
Es war ursprünglich nur für Japan und den US-Markt vorgesehen und gehört zur dritten Generation der Integra-Modelle. Januar 1998 wurde der Integra ausschließlich in der Sportversion „Type R“ in Deutschland eingeführt. Angetrieben wurde er von einem 1,8-Liter-Saugmotor mit der von Honda entwickelten VTEC-Ventilsteuerung und einer Spitzenleistung von 140 kW (190 PS) (Leistungsgewicht 6,32 kg/PS, Literleistung 106 PS) und 178 Nm Drehmoment bei 7300 min−1. Die Kraft wird über ein 5-Gang-Getriebe und ein 25-prozentiges, Torsen-Sperrdifferential an die Vorderräder geleitet. Dadurch beschleunigt das mit 1200 kg Leergewicht relativ leichte Sportcoupé in 6,7 Sekunden auf 100 km/h und erreicht eine Höchstgeschwindigkeit von 234 km/h. Der Durchschnittsverbrauch wurde mit rund 8,8 l auf 100 km angegeben.
Im Gegensatz zu den in Deutschland nicht angebotenen Integra-Versionen besaß der Type R ein Aerodynamikpaket aus Front- und Heckspoiler, mit dem der Auftrieb um rund 30 % reduziert wurde. Neben einer sportlicheren Fahrwerksabstimmung mit progressiven Federn an der Hinterachse sowie dickeren Stabilisatoren an Vorder- und Hinterachse verfügte er außerdem über spezielle Gummibuchsen in den vorderen unteren Querlenkern, die zur Stabilisierung des Brems- und Lenkverhaltens den Vorderrädern zu mehr Nachspur in diesen Fahrzuständen verhalfen. Weiterhin wurde die Karosserie an diversen für die Steifigkeit kritischen Stellen wie den Radläufen, den hinteren Radhäusern und am Dach zwischen den C-Säulen durch Zusatzbleche verstärkt. Durch Gewichtsreduzierungsmaßnahmen wurde der hierdurch vergrößerten Masse entgegengewirkt.
Die Stützweite der hinteren Radlager wurde erhöht, um der Hinterachse mehr Stabilität gegen ungewollte Sturzänderungen zu geben.
Obwohl das japanische Modell des Integra ab dem 98spec-Modell mit größeren 16"-Alufelgen und 215/45 ZR16 Bereifung angeboten wurde, wurden für das europäische Modell zwar der neue Lochkreis 5x114,3 und die damit einhergehende größere Bremsanlage übernommen, jedoch die ursprüngliche Felgen- und Reifengröße (15", 195/55 R15) beibehalten.
Ebenso wurde der im 98spec in Japan eingebaute 4-1 Edelstahlfächerkrümmer nicht in das Modell für den europäischen Markt übernommen, die Getriebeübersetzung mit dem längeren 4. und 5. Gang sowie kürzerer Achsübersetzung dagegen schon. Dieser Auspuffkrümmer verhalf dem japanischen Modell zu einer anderen Drehmomentkurve mit dem Maximum bei einer niedrigeren Drehzahl (186 Nm bei 6200 min−1 anstelle 178 Nm bei 7300 min−1), passend zu der nun niedrigeren Motordrehzahl nach dem Schalten vom 3. in den 4. Gang.
Der Grundpreis betrug zuletzt 47.580 DM; Januar 2001 wurden die letzten Exemplare in Deutschland verkauft. Die Produktion wurde Oktober 2001 beendet. Die in Japan, Australien, Hongkong und Nordamerika vermarktete nächste Integra-Generation (in den USA, Kanada und Hongkong als Acura RSX), wurde in Mitteleuropa nicht mehr angeboten.

## Technische Daten
| Honda                     | Integra Type R (Typ DC2)                       |
| ------------------------- | ---------------------------------------------- |
| Motor                     | 4-Zylinder-Reihenmotor, DOHC, VTEC, 16 Ventile |
| Motorcode                 | B18C6                                          |
| Hubraum                   | 1797 cm³                                       |
| Verdichtung               | 11,1:1                                         |
| Leistung                  | (190 PS) 140 kW bei 7900 min−1                 |
| max. Drehmoment           | 178 Nm bei 7300 min−1                          |
| Leergewicht               | 1200 kg                                        |
| Tankinhalt                | 50 Liter                                       |
| Höchstgeschwindigkeit     | 234 km/h                                       |
| Beschleunigung 0–100 km/h | 6,7 s                                          |
| Kofferraum                | 352 l                                          |
| Serienbereifung           | 195/55 R15 W                                   |
| Verbrauch in l/100 km     | 8,8 l Super Plus                               |
| Bauzeit                   | 1998–2001                                      |

## Modellvarianten im Ausland
Neben den in Deutschland nicht angebotenen Vorgänger- und Nachfolgermodellen gab es auch noch anders motorisierte und ausgestattete Modelle der dritten Integra-Generation. In Nordamerika gab es die Versionen LS und GS mit Motorleistungen von 140 hp sowie die sportlichere Version GS-R mit 170 hp. In diesen Versionen war der Integra außerdem als 4-türige Limousine zu bekommen, einen 4-türigen Type-R gab es dagegen nur auf dem japanischen Markt (Modellbezeichnung DB8). In Nordamerika wurde der Integra unter dem Markennamen 'Acura' verkauft.

## Japanisches Type R - Modell

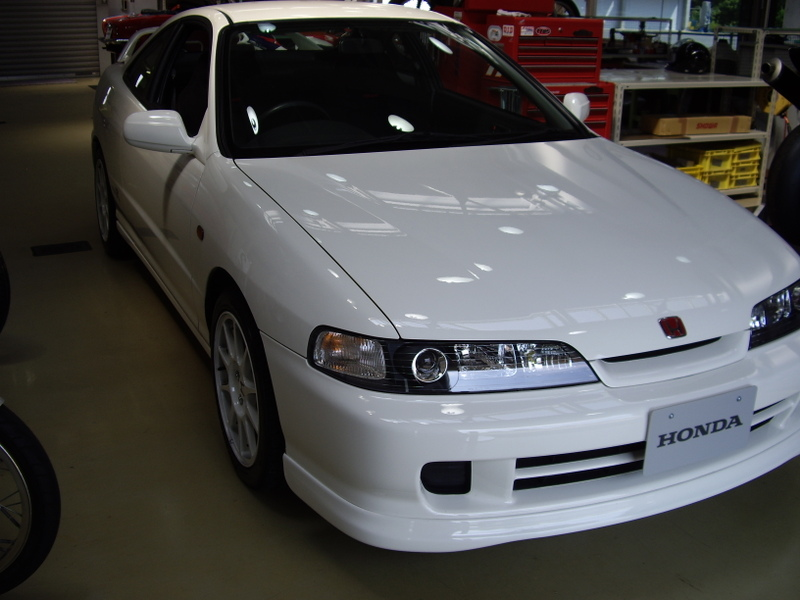
Ein 98spec Integra Type R

In Japan wurde der Integra Type R in mehreren Varianten angeboten, wobei mit dem Modelljahr „98spec“ die größten technischen Veränderungen im Vergleich zu dem zunächst erschienenen „96spec“ eingeführt wurden, bei späteren Modellpflegemaßnahmen waren die Änderungen eher kosmetischer Natur.
Die beiden genannten Modellversionen unterschieden sich untereinander durch diverse moderate technische Änderungen (z. B. 16"-Felgen mit Lochkreis 5×114.3 beim 98spec, 15"-Felgen mit Lochkreis 4×114,3 beim 96spec, unterschiedliche Getriebeübersetzung, anderer Abgaskrümmer, größere Ansaugbrücke mit polierten Einlass- und Auslasskanälen).
Die größten Unterschiede der japanischen Varianten zum europäischen Modell sind eine andere Frontpartie sowie ein anderer, aber ähnlicher Motor (B18C mit 147 kW/200 PS) mit einem nur etwa halb so langen Katalysator, anderem Krümmer mit 65mm Auslass (spec.96/4-2-1 Gleiche Form wie EU model aber 65mm statt 40mm Auslass, spec.98/4-1 ist ein Fächerkrümmer aus Edelstahl). Das Leergewicht des 98spec wird mit 1080 kg angegeben.